# Chaam
Chaam est un village situé dans la commune néerlandaise d'Alphen-Chaam, dans la province du Brabant-Septentrional. Le 1er janvier 2008, le village comptait 3 831 habitants.
Le 1er janvier 1997, la commune de Chaam fusionne avec une partie des communes d'Alphen en Riel et Nieuw-Ginneken. La nouvelle commune est appelée Alphen-Chaam.

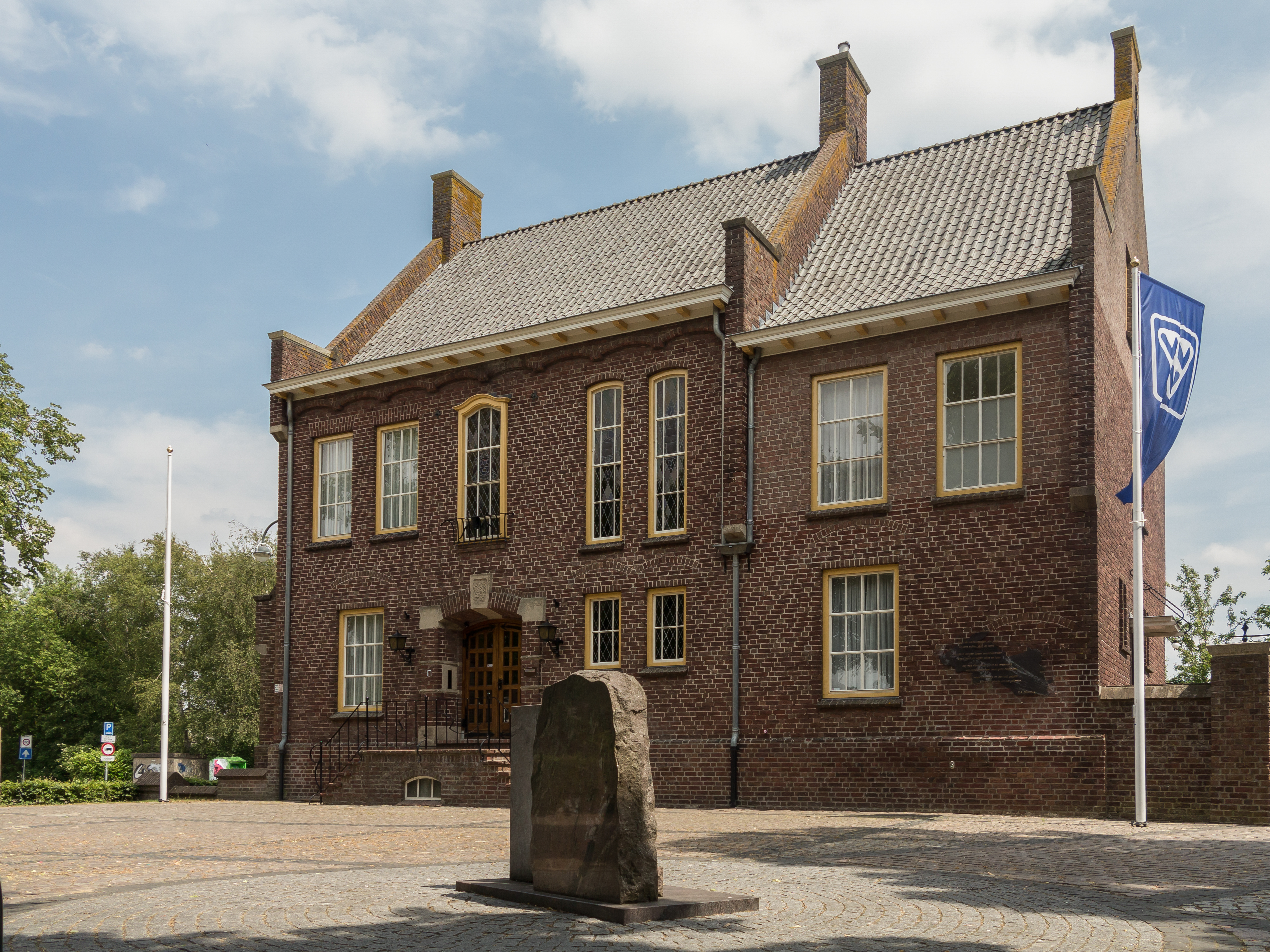
L'hôtel de ville

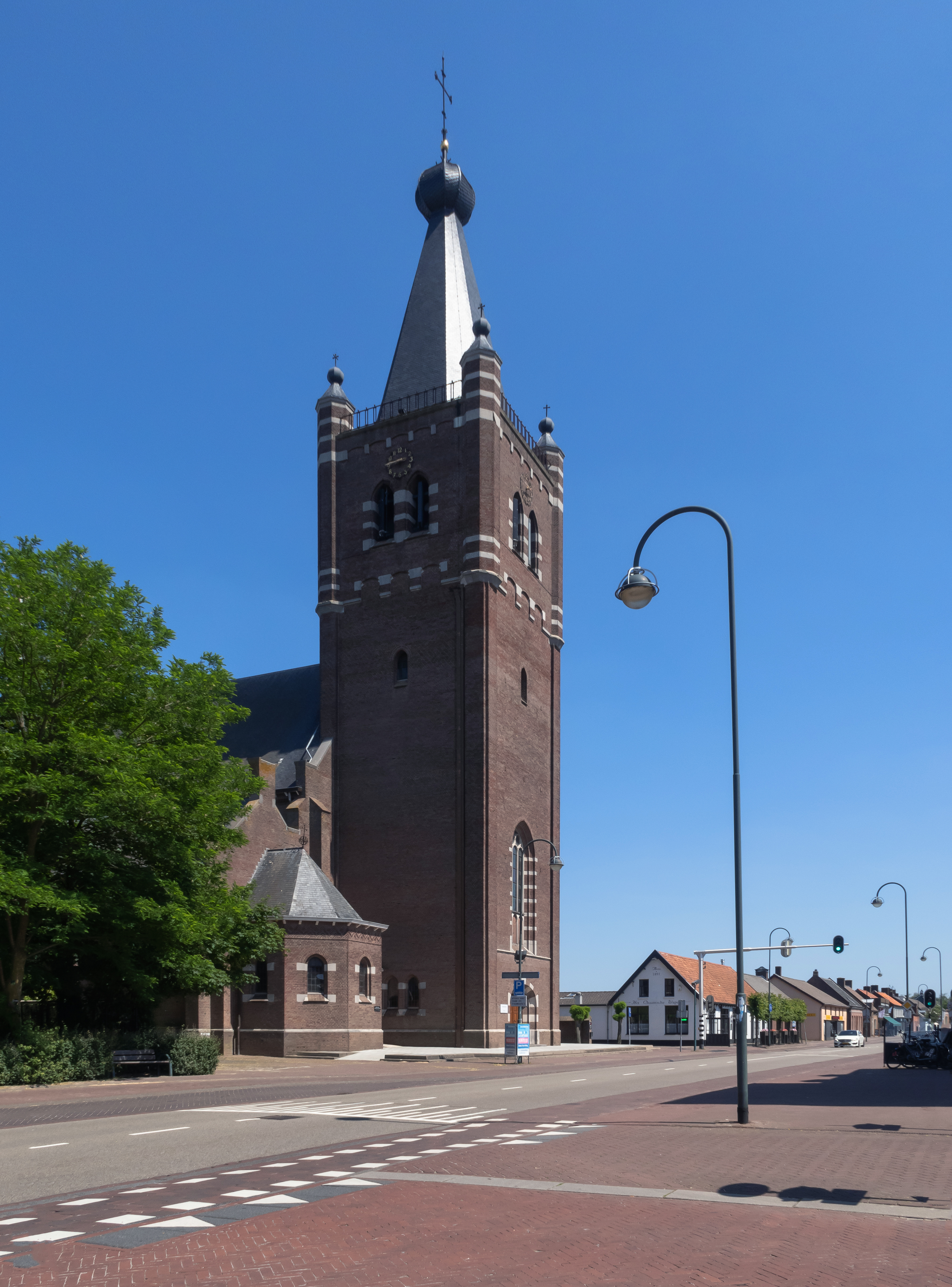
L'église catholique : kerk van de Sint Antonius Abt

## Histoire
Le village fut très endommagé à la suite d'une tornade de force EF3 le 25 juin 1967.